# Западнославянски езици
Западнославянските езици са славянските езици, говорени в Централна Европа.
Западнославянските езици включват:
- чешко-словашки езици
  - чешки език — официалният език на Чехия
  - словашки език — официалният език на Словакия
  - кнаански език или юдео-чешки, изчезнал в късното Средновековие
- лехитски езици
  - полски език — официалният език на Полша
  - кашубски език – изчезващ език в Северна Полша
  - полабски език - група от няколко изчезнали диалекта в Чехия и Източна Германия
- лужишки езици
  - горнолужишки език — в Източна Германия, Горна Саксония
  - долнолужишки език — в Източна Германия, около град Котбус